# مارسل بویسه
مارسل بویسه (انگلیسی: Marcel Buysse; ۱۱ نوامبر ۱۸۸۹ – ۳ اکتبر ۱۹۳۹) دوچرخه‌سوار اهل بلژیک بود.